# Phénoménal et le Trésor de Toutânkhamon
Pour plus de détails, voir Fiche technique et Distribution.
Phénoménal et le Trésor de Toutânkhamon (Fenomenal e il tesoro di Tutankamen) est un film italien réalisé par Ruggero Deodato et sorti en 1968.

## Synopsis
Phénoménal est un brillant voleur masqué qui parvient à réaliser des exploits incroyables, parmi lesquels son vol du masque de Toutânkhamon dans un musée parisien.

## Fiche technique
Sauf indication contraire, les informations mentionnées dans cette section peuvent être confirmées par la base de données cinématographiques IMDb,  présente dans la section « Liens externes ».
- Titre : Phénoménal et le Trésor de Toutânkhamon[1]
- Titre original : Fenomenal e il tesoro di Tutankamen[2]
- Réalisation : Ruggero Deodato
- Scénario : Ruggero Deodato, Aldo Iginio Capone
- Photographie : Roberto Reale (it)
- Montage : Luciano Cavalieri
- Musique : Bruno Nicolai
- Décors et costumes : Giacomo Calò Carducci
- Production : Nicola Mauro Parenti
- Société de production : Industrie cinematografiche artistiche romane (I.C.A.R.)
- Pays de production :  Italie
- Langue originale : italien
- Format : Couleur par Eastmancolor - 1,85:1 - Son mono - 35 mm
- Genre : Film d'action, film policier, film de super-héros
- Durée : 95 minutes (1 h 35[2])
- Dates de sortie: 
  - Italie : 4 mars 1968

## Distribution
- Nicola Mauro Parenti : Comte Guy Norton / Phénoménal
- Lucretia Love : Lucretia Perkins
- Gordon Mitchell : Gregory Falkov
- John Karlsen : Professeur Mickewitz
- Carla Romanelli : Anna Guillaume
- Pieraldo Ferrante : Inspecteur Beauvais
- Cyrus Elias : Julien

## Production
Le film a été réalisé par Ruggero Deodato sous le pseudonyme de Roger Rockefeller. Deodato a affirmé plus tard avoir « choisi le nom d'un homme riche ... mais qu'est-ce qu'un homme riche ? Rockefeller ! Voyez, j'étais fou. ». Deodato fait une apparition dans le film en tant qu'homme tombant de son vélo. Le film a été produit par Nicola Mauro Parenti, qui a également joué le personnage principal du film, le comte Guy Norton et Phénoménal. En parlant de son jeu d'acteur, Deodato l'a qualifié de « trop raide, un acteur ingérable ; je l'ai traité comme de la merde sur le plateau, mais ensuite il m'a quand même rappelé pour jouer dans Faut pas jouer avec les vierges ». La femme de Parenti, Lucretia Love, fait également partie de la distribution.
Le film a été tourné entre Rome et Paris. Lors du tournage sur l'avenue des Champs-Élysées, l'acteur britannique Rex Harrison apparaît dans un plan large de la foule rassemblée pour assister à une intervention du président français Charles de Gaulle.